# やまむらいさと
やまむら いさと（1960年9月9日 - ）は、日本の俳優。

## 出演作品

### 舞台
- 赤ひげ
- 蟹工船
- 私のアンネフランク
- 回転軸
- 新・さるかに合戦
- 12人の怒れる男たち
- 野望の系譜
- 熱り
- 男どあほう大忠臣楠木正成伝
- 銀河鉄道の恋人たち
- 国定忠治
- 多喜二母子像
- 私は貝になりたい
- 海の鳴りどよめくごとく
- 列車が空から降ってきた
- あわて幕やぶけ芝居
- どん底
- 死んだ海
- テラ・ノヴァ
- 夜明けの街
- 20世紀よ!
- 勲章の川
- 明日咲く
- 世阿弥
- 小林多喜二
- 家族
- ホームワーク
- 稲の旋律

### テレビ
- マチベン
- 平成なるには物語
- わたしが子どもだったころ
- 写楽
- 働きマン
- ザ・クイズショウ
- 泣くな、はらちゃん
- 戦力外捜査官
- パーフェクト・ブルー
- Nのために
- アンフェア
- 天国の樹
- 世にも奇妙な物語
- 問題のあるレストラン
- 時効警察
- 夢走行〜優しき鉄道員たちの野望〜

### 映画
- 引き出しの中のラブレター

### 吹き替え
映画・ドラマ
- エレメンタリー ホームズ&ワトソン in NY
- THE FALL 警視ステラ・ギブソン（ジム・バーンズ【ジョン・リンチ】）
- ボルジア家（ガマリエル）
- ジャーナリスト事件簿-匿名の影-（テリエヨルゴ法務大臣）
- グッド・ワイフ（ビル）
- グリム・アベンジャーズ（アイアンジョン【ルー・フェリグノ】）
- ホジュン伝説の心医（ハンサン）
- キレイな男（カン会長）
- ロー&オーダーUK
- タッチ
- メジャークライムズ
- コペンハーゲン
- エレメンタリー
- サスペクト
- プロミスト・ランド
- 新しい世界
- ザ・ワールドウォーズ
- HEAVEN IS FOR REAC
- スターリングラード 史上最大の市街戦（ポリャコフ【アンドレイ・スモリャコフ】）
- ジュラシック・ワールド（教官）
- ラスト・ナイツ（オーギュスト卿【アン・ソンギ】）

アニメ
- ちいさなプリンセス ソフィア（ケンタウロスの像）

### テレビアニメ
2015年
- アルドノア・ゼロ（エーリス・ハッキネン） - 2025年に総集編『アルドノア・ゼロ（Re+）』劇場上映

2016年
- ねじ巻き精霊戦記 天鏡のアルデラミン
- ユーリ!!! on ICE（おじさん）

2017年
- サクラクエスト（三浦進、喫茶店元店主）
- キノの旅 -the Beautiful World- the Animated Series（老人）

2018年
- りゅうおうのおしごと!（職員）

### 劇場アニメ
- GODZILLA 決戦機動増殖都市（2018年、フツア長老）

### VP
- 関東電気保安協会
- ハローワーク
- 社会不安障害
- 警察署